# Stanisław Zawacki
Stanisław Zawacki (ur. 1927 w Chełmnie, zm. 27 listopada 1998 w Gdyni) – polski duchowny rzymskokatolicki, prezbiter, kanonik honorowy kapituły katedralnej chełmińskiej.
Urodził się w Chełmnie jako syn burmistrza tego miasta Stanisława Zawackiego i Jadwigi z d. Winiarskiej. Uczęszczał do szkoły podstawowej w Chełmnie; w czasie wojny uczęszczał na tajne komplety w Grójcu. Uczestniczył w tajnych zajęciach konspiracyjnych w Szarych Szeregach jak organizowanie zbiórek czy wydawanie konspiracyjnych pism. Sam organizował spotkania dla dzieci i uczył je religii. Maturę zdał w roku 1947 i wstąpił do seminarium duchownego w Pelplinie.
Święcenia kapłańskie otrzymał w 1952 i po święceniach został skierowany jako wikariusz do parafii Matki Boskiej Bolesnej w Gdyni Orłowie. W 1973 został proboszczem parafii w Orłowie. Potem pełnił też funkcje dziekana dekanatu Gdynia Południe (obecnie Dekanat Gdynia Orłowo), był kierownikiem Ośrodka Dokształcania Katechetów, duszpasterzem akademickim oraz archidiecezjalnym ojcem duchownym kapłanów. Zasiadał w diecezjalnych radach: ds. Duszpasterskiej, ds. Ekonomicznej i ds. Administracyjnej. Zmarł nagle na serce w 1998 roku i został pochowany przy kościele parafialnym w Gdyni-Orłowie.
Jego imieniem nazwano ulicę w pobliżu kościoła parafialnego. W roku 2010 na promenadzie Królowej Marysieńki w Orłowie został odsłonięty jego pomnik.